# Philodendron annulatum
Philodendron annulatum är en kallaväxtart som beskrevs av Thomas Bernard Croat. Philodendron annulatum ingår i släktet Philodendron och familjen kallaväxter.
Artens utbredningsområde är Panamá. Inga underarter finns listade.